# Гендерная социология
Ге́ндерная социоло́гия — отрасль социологии, изучающая закономерности дифференциации мужских и женских социальных ролей. Предметом исследования гендерной социологии являются исторически сложившиеся неравноправные взаимоотношения мужчин и женщин.
В рамках гендерной социологии существует множество различных теоретических и эмпирических подходов, но при этом все они признают, что пол и властные отношения между мужчинами и женщинами являются одним из решающих принципов организации общества.

## Пол и гендер
Понятие пола в социологии является одним из фундаментальных. Для того чтобы отличать изучение пола в социологии, то есть в контексте социальных отношений и процессов, принято использовать понятие «гендер» (от латинского gender — «пол»), введённое в научный оборот сексологом Джоном Мани (1921—2006) в ходе исследований социальных ролей маргинализованных групп (трансвеститы, транссексуалы) в современном обществе. Гендер есть социальный пол.
С точки зрения структурной социологии и в полном соответствии с традицией Э. Дюркгейма, пол сам по себе есть явление социальное, поэтому использование термина «гендер» представляет собой плеоназм. Но его использование призвано подчеркнуть, что речь идёт о социологическом подходе к вопросу пола, когда речь идёт о широкой дискуссии.
Понятие «пол» (латинское sexus, «пол», «половина», «деление») может использоваться шире и включать в себя анатомические различия и признаки. Понятие «гендер» обычно применяется в сфере собственно социологии или социальной психологии.
Согласно Б. М. Бим-Баду и С. Н. Гаврову

«Несмотря на преимущественно социокультурную обусловленность наблюдаемых сегодня изменений в содержательном наполнении гендерных ролей, которые играют женщины и мужчины, сама возможность этих трансформаций обусловлена также социобиологически, поскольку мужчина имеет не только собственно мужские гормоны, но и женские, а женщина мужские».

## История гендерной социологии
Т. Лакер считал, что существует только мужской пол, а женский считался недоразвитой его формой.
Гален говорил, что мужской и женский организм подобны. Только у одних органы снаружи, у других — внутри. Интерсексуальность — это слияние мужского и женского полов, то есть различные мутации половых органов и функций организма, сюда можно отнести такое явление как гермафродиты, как истинные, так и псевдо-.
В 1968 году Робертом Столлером было введено понятие гендер. Таким образом, в отличие от своих предшественников, Столлер выделил понятия sex как биологический пол и gender как пол социальный.
Позднее Джудит Лорбер в своей работе «Пол как социальная категория» рассматривала категории sex и gender в пяти возможных позициях:
1. пол (sex) как биологическая категория — непосредственно данное сочетание генов и гениталий, дородовой, подростковый и взрослый гормональный набор; способность к прокреации (как предполагается, конгруэнтной с вышеназванными свойствами и с предназначением принадлежности к полу как биологической категории);
2. пол (sex) как социальная категория — предназначение от рождения, основанное на типе гениталий;
3. половая (sex-gender) самоидентификация — осознание себя как представителя данного пола, ощущение своего женского или мужского тела, осознание своей принадлежности к полу в социальном контексте;
4. гендер (gender) как процесс — обучение, научение, принятие роли, овладение поведенческими действиями, уже усвоенными в качестве соответствующих (или несоответствующих — в случае бунта или неприятия) определённому гендерному статусу, «осознание пола как социальной категории» человеком, принадлежащим к данному полу как к биологической категории;
5. гендер (gender) как социальный статус и структура — гендерный статус индивида как часть общественной структуры предписанных отношений между полами, особенно структуры господства и подчинения, а также разделения домашнего и оплачиваемого труда по гендерному признаку.